# Parafia Najświętszego Serca Pana Jezusa w Sopocie
Parafia Najświętszego Serca Pana Jezusa w Sopocie – rzymskokatolicka parafia usytuowana w Sopocie przy ulicy Malczewskiego. Wchodzi w skład dekanatu Sopot, który należy do archidiecezji gdańskiej. Erygowana 1 października 1946 na bazie aktu erekcyjnego z dnia 31 października br.; i jest trzecią w kolejności, powstałą w mieście. Kościół został zbudowany jako dawna kaplica cmentarna – cmentarza ewangelickiego, a po wojnie – cmentarza komunalnego, na którego terenie mieści się obecny kościół parafialny.
Decyzją arcybiskupa metropolity gdańskiego – Tadeusza Wojdy SAC, z dnia 1 lipca 2024 parafia została mianowania siedzibą dekanatu.

## Proboszczowie
- 1945–1946: o. Jerzy Machoń[3] OMI
  - kuratus
- 1946–1983 ks. prał. Franciszek Grucza[4]
- 1983–1999: ks. kan. Paweł Pierzchała[5]
- 1999–2003: ks. prał. mgr Ireneusz Bradtke[6][7]
- 2003–2013: ks. kan. dr Tomasz Frymark[8]
- 2013–2018: ks. kan. mgr Tadeusz Losiak[9]
  - ks. mgr Krzysztof Konkol[10][11] – administrator parafii (31 VIII – 15 X 2017)
- od 19 V 2018: ks. dr Mirosław Gawron[12]
  - dziekan od 1 VII 2024
  - administrator parafii (2017–2018)

## Upamiętnienie
23 kwietnia 1996 odsłonięto i poświęcono w kościele ufundowaną tablice pamiątkową, upamiętniającą pierwszego proboszcza parafii – Ks. Prałata Franciszka Gruczę – oraz nadano placowi przed kościołem nazwę „Plac ks. Prałata Franciszka Gruczy”.